# Baume du Canada
Pour les articles homonymes, voir Baume.

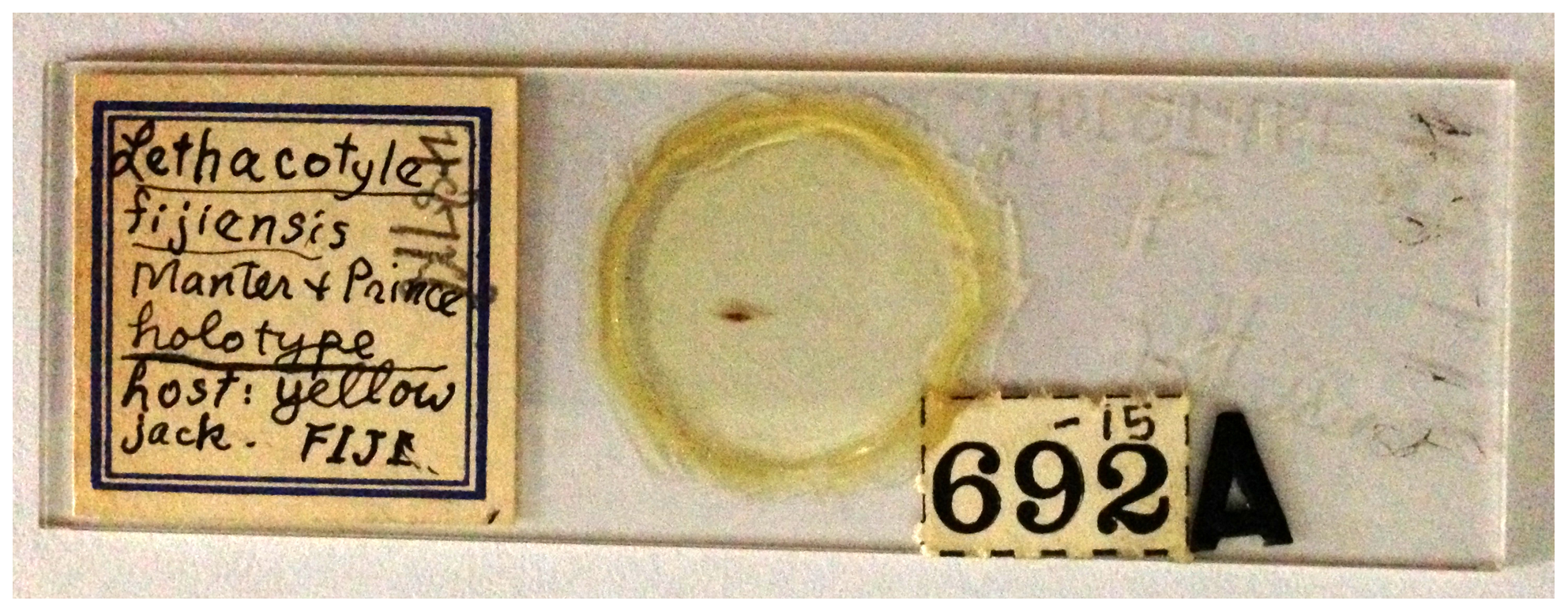
Lame d'un spécimen holotype de monogène (Lethacotyle fijiensis) monté de manière permanente dans le Baume du Canada

Le baume du Canada, appelé aussi térébenthine du Canada ou gomme de sapin, est une térébenthine issue de la résine du sapin baumier.
La résine, dissoute dans des huiles essentielles, est visqueuse, collante et incolore (parfois jaunâtre) après évaporation des huiles essentielles.
Grâce à sa grande qualité de transparence et à son indice de réfraction (1,538) proche de celui du verre, ce baume était surtout utilisé en optique pour coller les lentilles d'objectifs et pour accoler des objets de verre dans certains prismes ou polariseurs. Il est soluble dans le xylène, amorphe lorsqu'il est séché et il ne cristallise pas avec l'âge.
Il a aussi été utilisé :
- en biologie pour conserver des échantillons de microscopie, en particulier pour des montages pérennes ;
- pour réparer des fissures sur le verre (comme des pare-brise) ;
- en peinture à l'huile.

Aujourd'hui, il est principalement remplacé dans ces applications par les résines polyacryliques, mais est toujours utilisé pour le collage des lamelles en microscopie optique (minéralogie).